# مقاطعة سيكاير الشرقية
مقاطعة سيكاير الشرقية (بالإنجليزية: Sekyere East District)‏ هي district of Ghana تقع في غانا في Effiduase. يقدر عدد سكانها بـ — نسمة ومساحتها 4,516 كم2 .